# Oud-Lunterse Dag

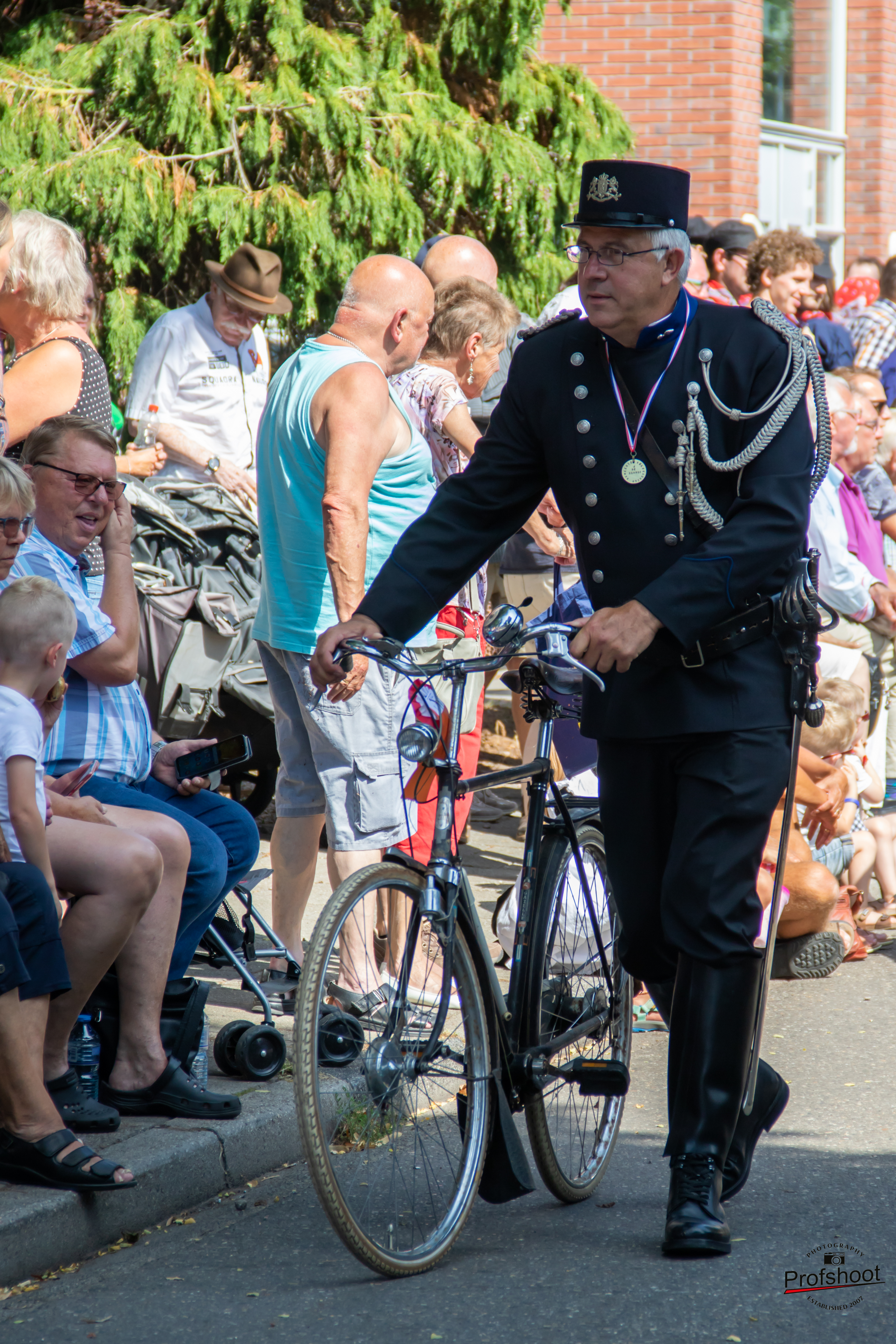

De Oud-Lunterse Dag is sinds 1977 een jaarlijks terugkerend dorpsfeest in Lunteren, in de Nederlandse provincie Gelderland. In dat jaar bestond de Lunterse Muziekvereniging Kunst Na Arbeid 70 jaar en organiseerde toen een groot volksfeest met een boerenbruiloft. Hieruit is de Oud-Lunterse Dag ontstaan.
Het feest vindt plaats op de laatste vrijdag en zaterdag in augustus. Het evenement valt meestal in de Heideweek, de jaarlijke feestweek in de gemeente Ede, maar staat hier in principe volledig los van. De Oud-Lunterse Dag is een op zichzelf staand dorpsfeest. De dag trekt jaarlijks duizenden bezoekers. Veel Lunteranen en niet-Lunteranen verschijnen in traditionele boerenkleding. Tevens worden veel straten versierd. De Oud-Lunterse Dag wordt georganiseerd door de OLD-commissie die geholpen wordt door vele vrijwilligers van onder andere verenigingen als Scouting Lunteren en de EHBO. Dat maakt dit dorpsfeest "veur en deur Lunteren". 

## Activiteiten
De activiteiten verschillen van jaar tot jaar, maar terugkerende elementen zijn het volkstoneel en het 'Groot Arfhuus' op vrijdagavond en op zaterdag de wedstrijd Beste Muldersmeid en Beste Muldersknecht (fietswedstrijd), een braderie (groote braoderie), een optocht (de Reutemeteut) en een ringrijwedstrijd. De opening van de dag vindt doorgaans plaats in 't Arfhuus en de Oud-Lunterse Dag wordt altijd afgesloten met "Mit 1000 man an de Schranstaofel" (Zinge, eete, daanse en schik maoke), waarbij 1000 deelnemers in een grote tent aan kunnen schuiven voor een oud Lunterse maaltijd.
Sinds 2018 worden er op vrijdag rondritten georganiseerd voor oude brommers, trekkers en auto's.

## Thema
Er is elk jaar een ander thema in de sfeer van het Lunteren uit de eerste helft van de 20e eeuw. Soms wordt er gerefereerd aan een jubileum. Zo had de Oud-Lunterse Dag in 2005 als thema 'Kieke naor de Wieke', vanwege het 150-jarige bestaan van de Lunterse meul (molen) "De Hoop". In 2007 was het thema 'Achter de meziek an', refererend aan de muziekvereniging KNA, die in 2007 100 jaar bestond. In 2019 viel de Oud-Lunterse Dag op 31 augustus, de dag waarop vroeger Koninginnedag werd gevierd en koningin Wilhelmina jarig was. Dus wordt er een oranjethema bedacht; 'Mit veul franje, kleurt ons daarp oranje'. 
| Jaar | Thema                                                            |
| ---- | ---------------------------------------------------------------- |
| 2004 | Kweek uut eige streek                                            |
| 2005 | Kieke naor de Wieke                                              |
| 2006 | Vrije tied van toen                                              |
| 2007 | Achter de meziek an                                              |
| 2008 | 30 jaor op z’n Lunters                                           |
| 2009 | Ouwe meuk blieft leuk                                            |
| 2010 | Aap Noot Mies maokt je wies                                      |
| 2011 | De ambachtsman, daor hei je wat an                               |
| 2012 | 't Luntersche Buurtbosch, veul plezier veur mins en dier         |
| 2013 | As 't Lunters bloed oranje gleuit                                |
| 2014 | Schik maoke zoo as vrogger gewoon was                            |
| 2015 | 't Lunterse ouwe mot worre behouwe                               |
| 2016 | In Lunteren ken je maarke dat we saomewaarke                     |
| 2017 | Lunterse taol spreeke we allemaol                                |
| 2018 | Valse noten in een juiste vorm                                   |
| 2019 | Mit veul franje, kleurt ons daarp oranje                         |
| 2020 | Versier je huus en vier ’t feestje thuus                         |
| 2021 | As ‘t nie kan zooas ’t mot, dan mot ‘t mer zooas ‘t kan          |
| 2022 | A’je ’t ouwe nie eert, bin je ’t neije nie weerd                 |
| 2023 | We motte nie vergeete da'we van 't Lunterse laand kunne eete     |
| 2024 | Wat veur ’n kleur je ok mag loove, ’t is en blieft oranje boove! |

## Trivia
- In 2008 was er op de OLD voor het eerst sprake van een alcoholverbod tussen 19.00 en 21.00 uur[2]